# Elizabeth Wallfisch
Elizabeth Hunt Wallfisch (28 de enero de 1952) es una violinista especialista en la interpretación de la música del Barroco y del Clasicismo. A menudo dirige al resto de instrumentistas de la orquesta desde su puesto de concertino.
En 1989, cofunda The Locatelli Trio, junto a Richard Tunnicliffe (violonchelo) y Paul Nicholson (clave). Con este ensemble grabarán e interpretarán algunas de las obras menos conocidas del barroco además de las sonatas de Tartini, Corelli, Veracini o Locatelli.
En 2004/05 dirigió conciertos en Australia con la West Australian Symphony Orchestra y The Queensland Orchestra. En Norteamérica dirige la Vancouver Symphony Orchestra, St Paul Chamber Orchestra, Philharmonia Baroque, Apollo's Fire, Tafelmusik y Ensemble Arion.